# Zuhältertape Vol. 4
Zuhältertape Vol. 4 ist der vierte Teil einer Album-Reihe des Rappers Kollegah. Es erschien am 11. Dezember 2015 über das Musiklabel Selfmade Records.

## Hintergrund
Im Jahr 2005 nahm Kollegah seine erste Veröffentlichung unter dem Titel Zuhältertape auf. Diese erschien zunächst kostenlos und wurde anschließend als Zuhältertape (X-Mas Edition) kommerziell wiederveröffentlicht. Bereits 2006 folgte mit Boss der Bosse der zweite Teil der Reihe. Das Zuhältertape Volume 3 bildete Ende 2009 den Abschluss der Trilogie. Im Sommer 2010 wurden die drei Teile zusammen mit dem Hoodtape Volume 1 in einer limitierten Steelbox erneut veröffentlicht. Zwei Wochen nach Veröffentlichung von Chronik 3, einem Sampler von Selfmade Records, verkündete das Label Ende Oktober 2015 einen weiteren Teil der Zuhältertape-Reihe zu veröffentlichen. Im Zuge der Ankündigung erschien das Video Genozid als Vorbote. Am 12. November folgte die Bekanntgabe der Titelliste.

## Titelliste

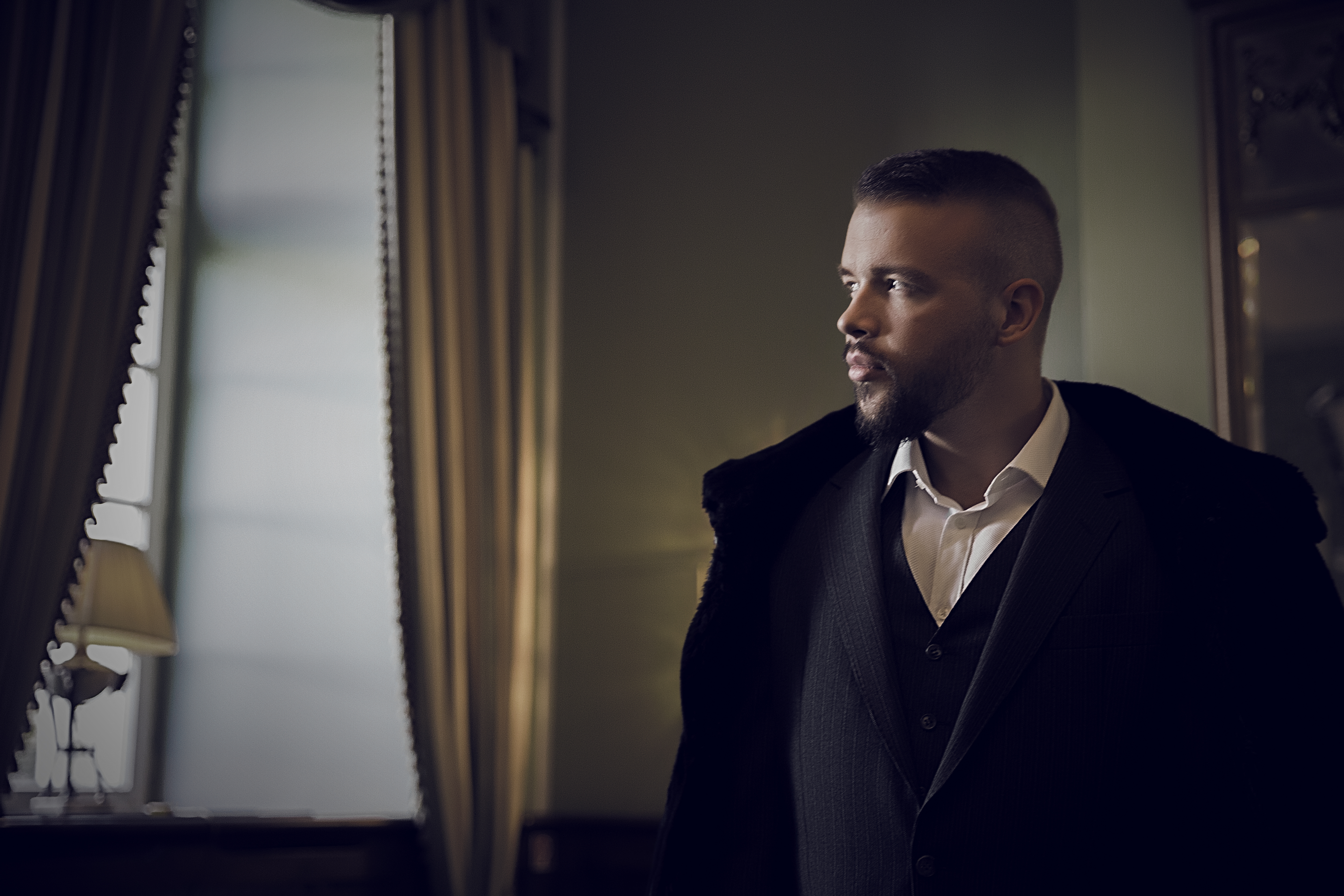
Kollegah (2015)

| #   | Titel                            | Produzent                | Länge |
| --- | -------------------------------- | ------------------------ | ----- |
| 1.  | Intro                            | Alexis Troy              | 1:50  |
| 2.  | Empire Business                  | Alexis Troy & King Size  | 3:07  |
| 3.  | Blutdiamanten                    | Alexis Troy              | 3:17  |
| 4.  | Kool & The Gang                  | Alexis Troy & King Size  | 3:25  |
| 5.  | John Gotti                       | Alexis Troy              | 3:06  |
| 6.  | Schusswaffengeräusche            | Alexis Troy              | 3:30  |
| 7.  | Bye Bye Mr. President            | Alexis Troy              | 3:17  |
| 8.  | Hoodtales IV                     | REAF                     | 3:36  |
| 9.  | Kalter Krieg                     | Hookbeats & Phil Fanatic | 4:13  |
| 10. | V.I.P.I.M.P.                     | Alexis Troy              | 3:36  |
| 11. | Wall Street                      | Alexis Troy              | 2:53  |
| 12. | Nebel                            | Rizbo                    | 3:21  |
| 13. | Tropische Tierpelze              | Chrizmatic               | 3:17  |
| 14. | Pitbulls & AKs                   | REAF                     | 3:40  |
| 15. | Carpe Diem                       | Alexis Troy              | 3:01  |
| 16. | Mörder                           | Alexis Troy              | 3:21  |
| 17. | Weißer Testarossa                | Alexis Troy              | 2:58  |
| 18. | Winter                           | Alexis Troy              | 3:15  |
| 19. | Angeberprollrap Infinity (Outro) | Hookbeats & Phil Fanatic | 6:11  |
| 20. | Genozid (Bonustrack)             | B-Case & Alexis Troy     | 6:39  |

## Versionen
Neben der Standard-Version des Albums wurde eine limitierte Deluxe-Box veröffentlicht. In dieser ist die zehn Stücke umfassende Bonus-EP Lost Tapes enthalten. Die Lieder entstanden in Zusammenarbeit mit dem Produzenten Rizbo im Zuge der Entstehungsphasen verschiedener Veröffentlichungen zwischen 2005 und 2009. Zudem sind die Instrumental-Versionen aller Lieder, ein T-Shirt und Sticker in der Box enthalten.

## Illustration
Die Fotos für das Booklet wurden von Denis Ignatov geschossen. Jacob Roschinski übernahm die anschließende Gestaltung des Artworks. Marco Stawski war für die Typografie verantwortlich.

## Vermarktung

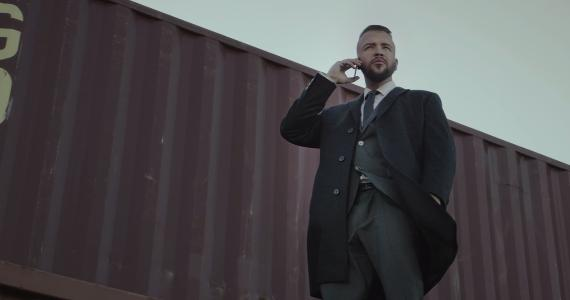
Videoausschnitt zu „John Gotti“

Mit dem Bonus-Lied Genozid wurde das erste Video als Ankündigung des Zuhältertapes am 23. Oktober 2015 veröffentlicht. Mitte November folgte die visuelle Umsetzung zu John Gotti. Diese war unter der Regie von Markus und Michael Weicker von The Factory entstanden. Auch beim dritten Musikvideo zu Pitbulls & AKs übernahmen Markus und Michael Weicker die Regie. Mit Winter erschien Anfang Januar 2016 ein viertes Musikvideo. Dieses war unter der Regie von Daniel Zlotin von StreetCinema entstanden. Neben den Videos erschien am 8. Dezember auch das Stück Angeberprollrap Infinity (Outro) als Freetrack. Außerdem gab es fünf YouTube-Videos, die zusammen einen Film namens "Ghettoveteran" bilden. Sie wurden auf Kollegahs YouTube-Kanal "Bosshaft TV" veröffentlicht.

## Rezeption

### Erfolg

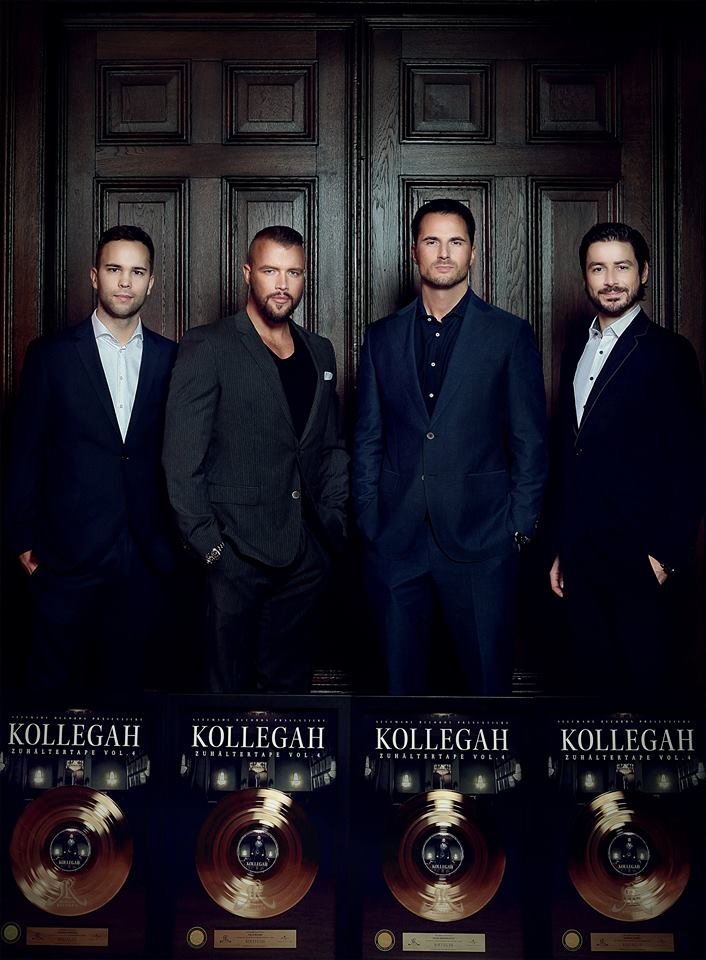
Thomas Burkholz, Kollegah, Elvir Omerbegovic und Markus Huber bei der Goldverleihung zu „Zuhältertape Volume 4“

Zuhältertape Volume 4 stieg auf Platz 1 der deutschen Album-Charts ein. Damit ist es nach King die zweite Soloveröffentlichung Kollegahs, die den höchsten Rang der Hitparade erreichen konnte. Für Selfmade Records ist es zudem nach Jung, brutal, gutaussehend 2, D.N.A., King, Boomshakkalakka, Neues von Gott, Achter Tag und Chronik 3 die achte Nummer-eins-Platzierung in Folge. Laut Kollegah konnte die Veröffentlichung innerhalb der ersten Verkaufswoche über 115.000 Einheiten absetzen und somit Gold-Status erreichen.
In den deutschen Album-Jahrescharts 2015 belegte es den Rang 10.
Die Stücke der Lieder waren darüber hinaus auch in den Single-Charts erfolgreich. So positionierten sich abgesehen von Mörder 19 der 20 Stücke in der deutschen Hitparade. Genozid stieg auf Platz 73 der deutschen Single-Charts ein. In der zweiten Woche belegte das Stück Rang 88. Mit Platz 61 konnte sich Genozid auch in den österreichischen Charts positionieren. Nach der Veröffentlichung des Albums Zuhältertape Volume 4 erschienen 18 Lieder als Neueinsteiger in den deutschen Single-Charts.
Auch im Musikstreaming-Dienst Spotify feierte Kollegah Erfolge. In der ersten Woche nach Veröffentlichung wurde das Zuhältertape Volume 4 elf Millionen Mal gestreamt. 15 Stücke des Albums waren gleichzeitig in den Spotify-Top-50 vertreten. Damit konnte Kollegah seinen eigenen Rekord von 2014 innerhalb des Streaming-Dienstes brechen.
Im Jahr 2018 wurde das Album zudem noch vom Bundesverband Musikindustrie mit Platin ausgezeichnet.

### Kritik
Die E-Zine Laut.de bewertete Zuhältertape Volume 4 mit vier von möglichen fünf Punkten. Aus Sicht des Redakteurs Holger Grevenbrock manifestiere Kollegah mit dem Album seinen „Status als virtuosester Wortakrobat vom Kap Arkona bis zu den Allgäuer Alpen.“ Kollegahs „Mikrokosmos aus Cash, Waffen, Autos und Bitches“ erstrahle „abermals in nicht enden wollender lyrischer Diversität.“ Dabei seien Beiträge von Gastrappern unnötig. Die Produktionen der Stücke zeichnen sich durch „bassmächtige Beatkorsett[s], untermalt mit dunklen Piaono-Loops“ aus. Als Ausnahmen werden die Lieder Kool & The Gang und V.I.P.I.M.P. genannt, die „Oldschool-Anleihen“ aufweisen. Auf Hoodtales IV präsentiere der Rapper „Storyteller-Qualitäten.“ Dagegen biete der Song Winter im Vergleich zu den Vorgängern Sommer und Herbst keine Neuerung. Generell „geraten die Songs doch schmerzlich platt und erkenntnisarm“, sobald Kollegah „sein Trademark-Imperium“ verlasse und „in die Rolle des Felix Blume“ schlüpfe. Mit den „sich sintflutartig über den zur Salzsäule erstarrten Zuhörer“ ergießenden abschließenden Stücken Angeberprollrap Infinity (Outro) und Genozid entfache der Rapper allerdings das „große Inferno.“
In einer Kritik der Internetseite Rap.de wird das Zuhältertape Volume 4 als „sehr homogen und trotzdem abwechslungsreich“ gelobt. Das Album stehe „ganz im Zeichen eines entspannten, demonstrativ gelangweilten Zuhältervibes“, der „zum einen vom bis ins kleinste Detail konsequent dargestellten Lebensstil des frauenverachtenden, herzlosen Drogenbarons, andererseits jedoch genau so von den stimmigen Instrumentals und den präzise vorgetragenen Flows“ lebe. Auch wenn die Produktionen nicht ganz den typischen kratzigen Sound der Veröffentlichungen von Alles oder Nix Records aufweise, wirke die „gewisse Dosis New Yorker Rumpeligkeit durchaus erfrischend.“ Des Weiteren wird Kollegah für die Umsetzung seines Image gelobt. So habe er dieses „nicht nur beim Rappen verinnerlicht“, sondern sehe „auch mittlerweile weit glaubwürdiger als früher aus.“ Mit Weißer Testarossa, dessen „80er-Jahre-Gedächtnis-Beat“ der „homogenen Stimmung des Albums […] einen leichten Kratzer“ verpasse, sowie Winter sind aus Sicht der Redaktion zwei Lieder zu viel auf dem Album vertreten. Positiv hervorgehoben werden dagegen „die zahlreichen eingestreuten und adaptierten Lines vergangener Tage.“ Zusammengefasst komprimiere Kollegah mit Zuhältertape Volume 4 „all seine Stärken in einem Album“.
Lukas Maier von MZEE beschreibt das Album als „epochalen, mitreißenden Zusammenschluss der besten Elemente aus der "Zuhältertape"-Reihe“. Technisch sei Kollegah „on point wie eh und je“, was gekrönt sei durch seine „textliche Finesse“. „In einem Lauf wird man als Hörer konfrontiert mit Wortspielen und Vergleichen voller Doppel-, Dreifach- oder bis zu Siebzigfach-Deutigkeiten ("Mörder"), die den Lyrikliebhaber einfach sprachlos zurücklassen. Stets versehen mit Wortwitz, Schlagfertigkeit und maßlosen Übertreibungen, die einen wahrlich in den Bann dieses Gangsterfilms namens "Zuhältertape Vol. 4" ziehen.“ Abschließend wird hervorgehoben, dass das „Zuhältertape Vol. 4“ selbstverständlich „Angeberprollrap“ sei. „Es ist genau das, was es behauptet zu sein.“